# 于尔岑县
于尔岑县（Landkreis Uelzen）位於德國下薩克森州東部。相鄰吉夫霍恩縣、策勒县、海德县、呂肖-丹嫩貝格縣以及吕讷堡县，首府于尔岑。